# Storhöjdens naturreservat
Storhöjdens naturreservat är ett naturreservat i Kils kommun i Värmlands län.
Området är naturskyddat sedan 2021 och är 93 hektar stort. Reservatet ligger norr om Fagerås och består av tallskog och lövrika branter.